# Leicester (Carolina del Norte)
Leicester es un área no incorporada ubicada del condado de Buncombe en el estado estadounidense de Carolina del Norte, aunque se ha iniciado un proceso hacia la incorporación en 2007. Leicester es parte de la Asheville Área Estadística Metropolitana. A partir de 2007, la población de Leicester es 12.514 personas. Desde el año 2000, ha tenido un crecimiento poblacional del 16,26 por ciento. 

## Historia
A partir de abril de 1829, un Correos comenzó a operar en el área, entonces llamado Turkey Creek. Colonizador Leicester Chapman compró un terreno en la zona de la ciudad de Asheville, convirtiéndose en el Jefe de Correos en 1852. Siete años después, Chapman se cambió el nombre del área de Leicester para el conde de Leicester, también llevan su nombre propio.

## Educación
Las escuelas de Leicester están incluidas en el Distrito Escolar del Condado de Buncombe. No hay escuelas por encima del nivel elemental en la zona del municipio.